# Gurdwara Achal Sahib
 (septembre 2022).
Le Gurdwara Achal Sahib est un temple du sikhisme qui se situe dans le district de Gurdaspur dans l'état du Penjab. Il a été construit entre les villages Salho et Chahal en mémoire de la venue du premier gourou sikh, Guru Nanak. Une réplique célèbre de ce Maître a marqué l'histoire à cette place, réplique où il comparait les yogis ascètes au lait mélangé au vinaigre et qui ne peut plus ainsi donner du beurre; en effet pour Guru Nanak et pour les sikhs la vie d'homme au foyer, travaillant, et élevant des enfants est préférable à la vie des saddhus réfrénant les désirs sévèrement. Le mariage d'un des fils du sixième gourou du sikhisme, Guru Hargobind s'est déroulé aux abords de ce temple.